# David Carty
David Carty ist ein ehemaliger Politiker aus Anguilla.

## Leben
David Carty kandidierte bei den Wahlen am 16. März 1994 für die Anguilla National Alliance (ANA) im Wahlkreis District 5: Road North erstmals für ein Mandat im Parlament, dem House of Assembly. Er unterlag allerdings mit 257 Stimmen (44,39 Prozent) dem Bewerber der Anguilla Democratic Party (ADP), Edison Baird, auf den 294 Stimmen (50,78 Prozent) entfielen. Drittplatzierter wurde abschlagen mit 28 Stimmen (4,84 Prozent) der Kandidat der Anguilla United Party (AUP), Restormel Franklin. Bei den nächsten Wahlen am 4. März 1999 bewarb er sich für die ANA abermals im Wahlkreis District 5: Road North für einen Sitz im siebenköpfigen Parlament. Er erreichte dieses Mal 337 Stimmen (46,94 Prozent), unterlag aber erneut Edison Baird von der ADP, der mit 381 Stimmen (53,06 Prozent) gewann. Bei den darauf folgenden Wahlen am 3. März 2000 verzichtete er auf eine erneute Kandidatur. Nach der Wahl am 8. Februar 2005 wurde er als Nachfolger von Leroy Rogers  Sprecher des Parlaments (Speaker of the House of Assembly) und bekleidete dieses Amt bis zu den Wahlen am 15. Februar 2010, woraufhin Barbara Webster-Bourne seine Nachfolge antrat.